# Каялов, Георгий Михайлович
Георгий Михайлович Каялов (1905—1986) — советский учёный-электроэнергетик, профессор.
Основатель и создатель научной школы по электроснабжению в вузах Юга России. Занимался теорией электропривода, компенсацией реактивной мощности, построением и оптимизацией конфигурации сетей, теории надёжности и создавшего метод расчёта электрических нагрузок для промышленных предприятий.

## Биография
Родился 26 сентября 1905 года в г. Тбилиси.
В 1921 году окончил в г. Ростов-на-Дону среднюю школу и поступил на математическое отделение физико-математического факультета Донского государственного университета (в Ростове-на-Дону). В 1923 году Каялов перевёлся на электромеханическое отделение механического факультета Донского индустриального института (в Новочеркасске), который закончил в 1929 году.
С 1928 года, будучи студентом, он начал работать техником в Ростовском филиале Государственного Электротехнического треста (ГЭТ) «Электропром» (с 1939 года — «Кавэлектромонтаж»), где проработал до 1947 года, пройдя путь от техника до главного инженера Ростовского проектно-конструкторского управления (РПКУ) треста.
Во время Великой Отечественной войны трест и его РПКУ были преобразованы в военизированную организацию, в которой Г. М. Каялов занимался сначала эвакуацией заводов, работая в 1942—1943 годах в городах Грозном и Новосибирске, а затем восстановлением заводов с 1943 по 1945 годы в г. Орджоникидзе (завод «Электроцинк») и «Тагмет» в г. Таганроге.
С 1937 по 1942 и с 1945 по 1947 годы Георгий Михайлович работал по совместительству, а с 1947 года — на штатной должности доцента кафедры «ЭПП» НПИ.
В 1949 году он защитил в НПИ кандидатскую диссертацию на тему «Теория электропривода с маховиком». В 1963 году в МЭИ защитил докторскую диссертацию на тему «Основы общей теории нагрузок заводских электрических сетей» и в 1964 году был утверждён ВАК СССР в учёном звании профессора. Под его руководством более 18 аспирантов и соискателей стали к.т. н., из которых 4 стали докторами наук и 6 — профессорами.
В феврале 1966 года на энергетическом факультете Ростовского государственного университета путей сообщения была создана кафедра «Автоматизация и электрификация железнодорожных предприятий». Основал и возглавил кафедру — доктор технических наук, профессор — Каялов Георгий Михайлович.
С 1976 года Г. М. Каялов возглавил созданную в 1972 году на энергетическом факультете Новочеркасского политехнического института кафедру «Электроснабжение промышленных предприятий и городов». В 1979 году по состоянию здоровья он стал профессором кафедры, а в 1983 году — профессором-консультантом.
Георгий Михайлович — бессменный член со дня основания Комитета по электроснабжению промышленных предприятий (1949) ВНИТОЭ (Всесоюзного Научного Инженерно-Технического Общества Энергетики), а затем образованной в рамках комитета по ЭПП ВНИТОЭ Комиссии по электрическим нагрузкам (1951), создавшей впервые в мире под его руководством в 1961 году «Временные руководящие указания по определению электрических нагрузок промышленных предприятий».
Умер в 1986 году.

## Память
На энергетическом факультете ЮРГТУ (НПИ) имеется мемориальная доска: «Здесь с 1923 по 1986 гг. учился и работал КАЯЛОВ Георгий Михайлович, профессор, доктор технических наук, известный ученый-электроэнергетик, заведующий кафедрой „Электроснабжение промышленных предприятия и городов“ 1905−1986 гг.».

## Награды и звания
За свои успехи на трудовом фронте Г. М. Каялов награждён орденом «Знак почёта», медалями «За доблестный труд в Великой Отечественной войне 1941—1945 гг.», «За восстановление чёрной металлургии юга», «30 лет Победы в Великой Отечественной войне 1941—1945 гг.» и многочисленными почётными грамотами и благодарностями.